# Džemal Bijedić
Džemal Bijedić (Mostar, 12 de abril de 1917 – Kreševo, 18 de janeiro de 1977) foi um político comunista bosníaco da Bósnia e Herzegovina e primeiro-ministro da Iugoslávia de 1971 até sua morte.

## Carreira
Bijedić desempenhou um papel vital na afirmação dos muçulmanos como uma nação constituinte iugoslava e de acordo com o acadêmico Avdo Suceska "mais do que qualquer outro simples líder comunista de origem muçulmana".
Em 18 de janeiro de 1977, Džemal Bijedić, sua esposa Razija e seis outros foram mortos quando o seu Learjet 25 caiu na montanha Inač perto de Kreševo, na Bósnia e Herzegovina. O avião decolou da Base Aérea de Batajnica em Belgrado, e estava a caminho de Sarajevo quando caiu, aparentemente devido as más condições climáticas. Os teóricos da conspiração têm sugerido que o acidente não foi um acidente, mas sim o resultado de um jogo sujo pelas mãos de seus rivais sérvios.